# グリム兄弟

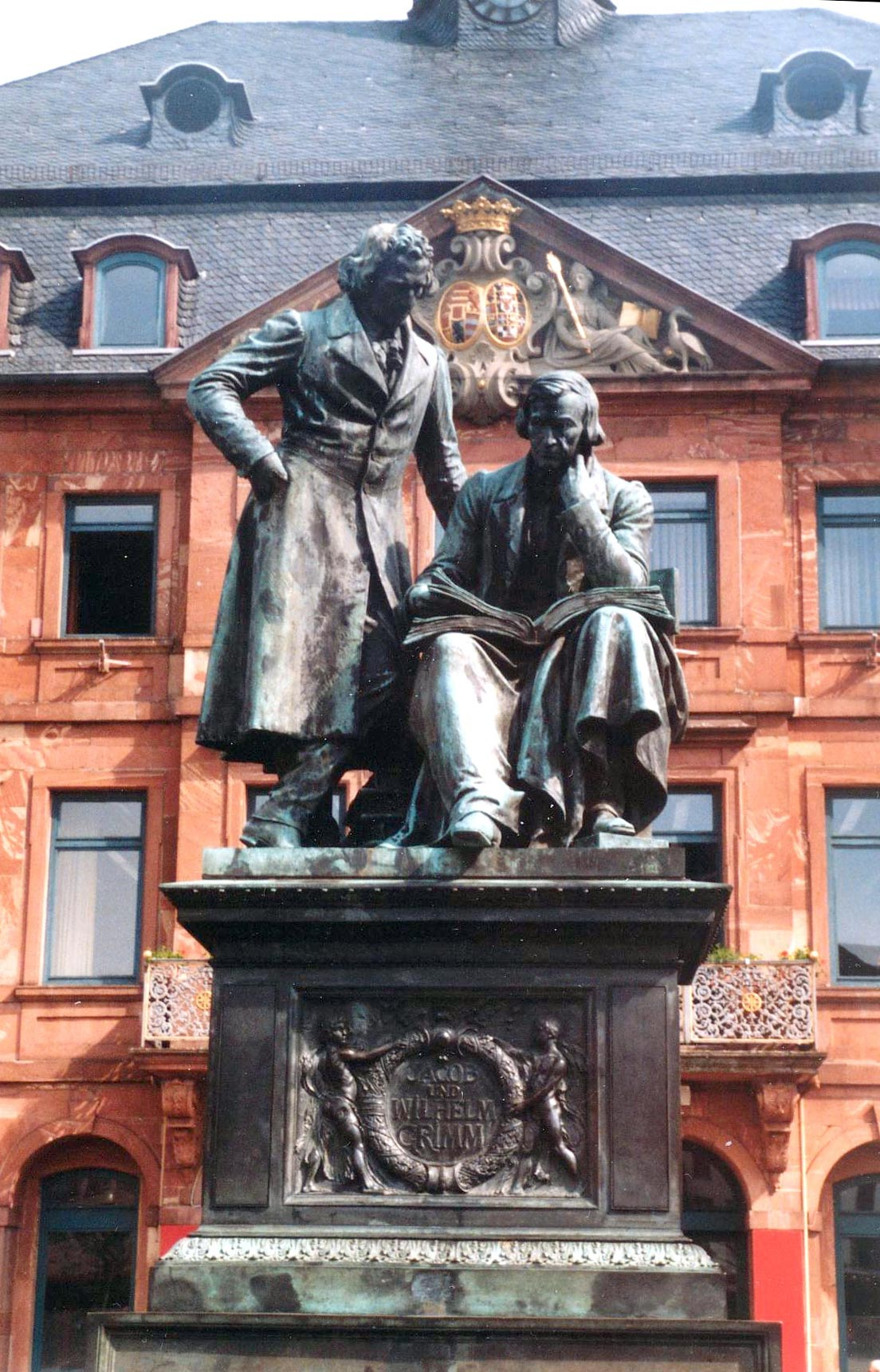
ハーナウのグリム兄弟像

グリム兄弟（グリムきょうだい、独: Brüder Grimm）は、19世紀にドイツで活躍した言語学者・文献学者・民話収集家・文学者の兄弟。日本では、『グリム童話集』の編集者として知られる。
同じ両親から生まれた兄弟は全部で9人、幼くして死んだ者を除くと男5人、女1人の6人兄弟であったが、通常は後世にまで名を残した次男ヤーコプと三男ヴィルヘルムの二人を指す（今日では後述の六男ルートヴィッヒも含むこともある）。
多くをヤーコプとヴィルヘルムの兄弟として活躍したが、グリム童話集ではルートヴィヒも挿し絵を手がけている。

## 来歴
ハーナウに生まれる。父は法律家のフィリップ・ヴィルヘルム・グリム（1751年 - 1796年）で、シュタイナウの伯爵領管理官兼司法官であった。
兄弟は裕福な家庭に生まれたが、1796年に父親が肺炎で死去し、困窮に陥った。しかし、母方の伯母ヘンリエッテ・ツィマーの援助により、ヤーコプとヴィルヘルムの二人は、ギムナジウムに入学し、首席で卒業、マールブルク大学法学部に進学した。大学で、新進の法学者フリードリヒ・カール・フォン・ザヴィニー教授の影響を受け、ドイツの古文学や民間伝承の研究に目を向けるようになった。

### ゲッティンゲン七教授事件
ヤーコプとヴィルヘルムはともにゲッティンゲン大学の教授だったが、1837年 5 人の教授とともにハノーファー国王エルンスト・アウグストの違法行為（既存憲法に対する国王の不法な侵害）に対して抗議文を提出し、国王によって罷免された。「ゲッティンゲンの七人事件」（Göttinger Sieben）とも呼ばれる。
1840年に兄はベルリン大学教授となるが、弟ヴィルヘルムは同じくベルリンで、より自由な立場で著述活動を行った。多くを兄弟として活躍し、『グリム童話集』の編集者として著名である。また、ゲルマン語の研究者としてもしられ、比較言語学を生み出した「グリムの法則」でも知られている。

## ヤーコプ・グリム

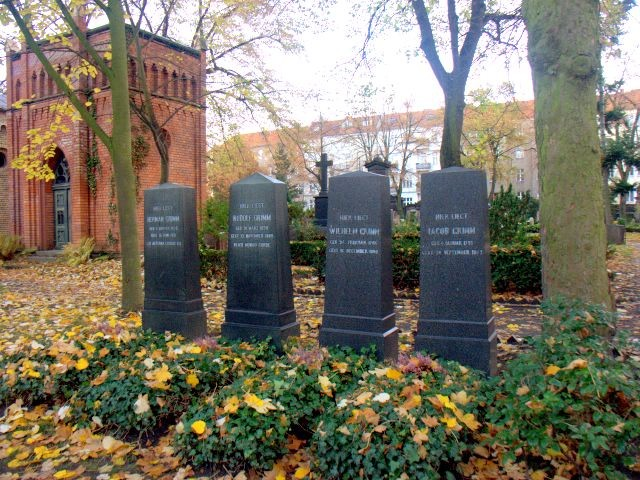
左からヘルマン・グリム、ルードルフ・グリム、ヴィルヘルム・グリム、ヤーコプ・グリムの墓

ヤーコプ・ルートヴィヒ・カール・グリム（ドイツ語: Jacob Ludwig Karl Grimm、1785年1月4日 - 1863年9月20日）は、グリム兄弟の長兄。法制史・ゲルマン語研究で名を成し、1819年から1834年にかけて発行された『ドイツ語文法』で知られる。この中の子音の推移についての法則性は、「グリムの法則」と呼ばれている。なお、ドイツ語の習得に欠かせない概念であるウムラウトや強変化・弱変化もヤーコプの造語である。
大学卒業前の1805年にサヴィニー教授の招きを受け、パリで法政史研究の助手として働く。1806年にドイツに戻ってきたが、今度はナポレオン戦争の後始末で、公設秘書として各国を飛び回り、ウィーン会議にも出席している。その後、『ドイツ語文法』を1819年から1834年にかけて発行。途中、1829年、弟とともにゲッティンゲン大学に呼ばれ、司書官兼教授として教鞭を執った。1835年、『ドイツ神話学』を刊行し、ドイツ人にも忘れ去られていた妖精や神々の神話・伝説を書物に残した。評議員にも選ばれ、宮中顧問官の称号を受けるなど大学でも彼は高く評価された。
しかし1837年、「ゲッティンゲン七教授事件」（前述）で失職し、亡命先のカッセルで、自分たちの主張をまとめた弁明書『彼の免職について』を発表、スイスのバーゼルで発刊された。兄弟は、失職の身のままドイツ語辞典の編纂にあたったが、1840年プロイセンの国王がフリードリヒ・ヴィルヘルム4世に代わると、兄弟はベルリン大学の教授として迎えられた。1842年、ザヴィニーや歴史学者ランケと共に国家勲章プール・ル・メリトを与えられた。1846年のフランクフルトで開催されたドイツ文学者会議では、ヤーコプは満場一致で議長に選出された。また、1847年のフランクフルト国民議会でも代議員に選出され、憲法草案を提示している。
生涯を独身で過ごし、ヴィルヘルムが結婚してからは、ヴィルヘルム夫婦とともに暮らした。

## ヴィルヘルム・グリム
ヴィルヘルム・カール・グリム（ドイツ語: Wilhelm Karl Grimm、1786年2月24日 - 1859年12月16日）はグリム兄弟の次兄。グリム童話の第二版以降の改訂は、ほぼ彼の手によっている。
ヴィルヘルムは、あまり体が丈夫でなかったこともあり、政治的にも目立った活躍をした兄と違い、身体をいたわりながら地道に研究を続けた。社交的な性格であったこともあり、兄弟はそれぞれの違いを認めつつ、よく補い合って活躍したと言われている。
大学を卒業後、しばらくは病身のため職に就けなかったが、1814年、カッセル大公の図書館書記となる。1825年、幼なじみのドルトヒェン・ヴィルトと結婚し、3人の子を成した。1829年、兄ヤーコプと共にゲッティンゲン大学に呼ばれ、教鞭を執った（正確には、この時点では司書、翌年から司書官兼助教授、4年後から司書官兼教授となった）。1834年、処世訓集『フライダンクの分別集』を復刻。1837年、「ゲッティンゲン七教授事件」（前述）で失職した。グリム兄弟は、失職の身のままドイツ語辞典の編纂にあたったが、1840年プロイセンの国王がフリードリヒ・ヴィルヘルム4世にかわると、兄弟はベルリン大学の教授として迎えられた。

## ルートヴィヒ・グリム
ルートヴィヒ・エーミール・グリム（ドイツ語: Ludwig Emil Grimm、1790年3月14日 - 1863年4月4日）は、グリム兄弟の末弟。兄たちと違い、大学までは進学できなかったが、カッセルの美術学校の教授をつとめるなど、画家として一定の評価を得ている。もともとグリムファンたちの間でしか知られない存在であったが、第二次大戦後、一般にも知られるようになった。

## フェルディナント・フィリップ・グリム
もう一人の弟フェルディナント・フィリップ（Ferdinand Philipp; 1788 - 1845）も童話・伝説を収集し、兄たちとは別に作品を発表したものの長く忘れられていた。2020年にいたってHeiner BoehnckeとHans Sarkowiczによって見直され、Der fremde Ferdinand: Märchen und Sagen des unbekannten Grimm-Bruders（見知らぬフェルディナント:グリムの知られざる弟の童話と伝説）の題でベルリンの Die Andere Bibliothek から公刊された（ISBN 978-3-8477-0428-7）。　